# 四分律比丘戒相表记

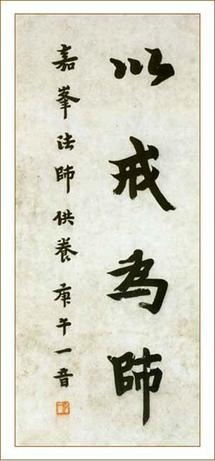
弘一法師墨蹟“以戒為師”

《四分律比丘戒相表記》，簡稱《戒相表記》，是佛教律宗的一本典籍，由律宗第十一祖弘一法師著，成書於1921年。內容為將《四分律》中前21卷的比丘戒之要略以表格形式列述，方便比丘僧領悟持戒。
《四分律比丘戒相表記》傾注了弘一法師大量心血，此書刊佈，對佛教南山律宗復興意義重大。:35弘一法師皈依佛門後，全力點校南山三大部，以及著述《四分律比丘戒相表記》，弘揚南山律學，普澤僧俗二眾，使律宗在中國得到復興。繼北宋元照律師之後，弘一法師起律宗800年之衰，潜移默化地改善了世風，被尊為律宗十一祖，使律宗成為中國現代僧團普遍遵承的律教。

## 成書始末
佛教自漢朝傳入中國以來，即與中國本土傳統文化相結合，並逐漸發展成為中國文化的一個重要組成部分。律宗為漢傳佛教的八大宗派之一。律宗的創始人唐代道宣著《四分律比丘含注戒本疏》、《四分律刪補隨機羯磨》、《四分律刪繁補闕行事鈔》、《四分律拾毗尼義鈔》、《四分比丘尼鈔》，後被稱為南山五大部。這些典籍是弘一法師著述《四分律比丘戒相表記》的基礎佛典，即比丘僧修持所依之律宗四分律範疇。:22弘一法師特別強調比丘僧在行、住、坐、臥四方面持戒的至高重要性，即其畢生宣導和實踐的“戒是無上菩提本”。:88
弘一法師《四分律比丘戒相表記》於1921年3月首次出版問世，後幾經修改，並以楷書手抄數次，至1924年10月，始告定篇。隨著出版印刷技術的提高，民國二十四年（1935年），珂羅版影印弘一法師手跡的大開線裝本《四分律比丘戒相表記》出版發行，現今這個版本已經成為珍貴的圖書藏品。《四分律比丘戒相表記》是弘一法師出家為僧後最重要的著作之一，故其在圓寂前立遺囑委請其在俗時弟子劉質平居士將《四分律比丘戒相表記》印2000冊作為紀念，足以證明弘一法師於此著作的重視程度。後續福建莆田廣化寺於1983年出版簡化字普及版《四分律比丘戒相表記》，2010年又出版繁體字豎排精裝本《四分律比丘戒相表記》。
《四分律比丘戒相表記》在1921年出版問世後，當代慧超法師用了十年的時間，研讀弘一法師《四分律比丘戒相表記》，梳理佛教相關古文獻資料，置入弘一法師的著作中，編著成《四分律比丘戒相表記集注》一書，以作為註解，使這部艱深律學經典得以較為通俗的演繹，尤其是比丘僧在行、住、坐、臥四個方面修道持戒有清晰的理解和可靠的依據。:422019年由宗教文化出版社出版發行。《四分律比丘戒相表記集注》一書吸納上述古代注疏，對弘一法師《四分律比丘戒相表記》進行注釋，並附有慧超法師自己的見解，深入細化注釋，以利領悟這部律學經典。:227

## 內容簡述
為便於理解此書，下面將本書所涉及的基本概念和內容分述如下：

### 基本概念
佛教三無漏學中，分“戒、定、慧”三個部分，所謂攝心為戒，因戒生定，因定發慧，是則名為三無漏學。戒律為三學之首，為佛教徒一切修持的基礎。:卷三
由於佛教戒律須注意的細行繁多，歷代有唐代律宗創始人南山道宣（596年-667年）《四分律比丘含注戒本疏》、《四分律刪繁補闕行事鈔》，北宋靈芝元照（1048年-1116年）《四分律行事鈔資持記》、《四分律比丘含注戒本疏行宗記》，明代靈峰蕅益（1599年-1655年）《重治毗尼事義集要》與讀體見月（1601年-1679年）《毗尼止持會集》等注疏律宗典籍。:32持戒非常難，故自宋代以來式微幾近絕學。弘一法師潛心研究各種佛教戒律，編著的表記有《四分律比丘戒相表記》、《事鈔持犯方軌篇表記》等。:205

### 持戒的重要性
弘一法師倡導佛法，对佛教各个教派都加以维护吸纳，慈悲普渡，從依《根有》新律轉而重視南山舊律。從弘一法師整理律疏注的摘記選輯中，可見到大師的用意，應是藉古德之勸諭，而對時代流弊的針砭。古德常說：“佛在世以佛為師，佛滅度後以戒為師。”可見戒律的極端重要性，持戒的重要性有以下三點：
1. 佛教住世的根本。佛教認為，戒律住世則佛法住世。《四分律》云：“毗尼藏者，佛法壽命；毗尼若住，佛法亦住；毗尼若亡，佛法亦亡。”《南山律·資持記》云：“佛法二寶，並假僧弘，僧寶住世，非戒不立。”[10]:卷十二
2. 修學佛法的根本。戒是八萬四千法門的基址。持戒而生定力，生定力方能达到慧的根本，因此，戒定慧次第相因，互為一個有機的整體，如鼎三足，缺一不可。八萬四千法門，無非是戒定慧三學。《楞嚴經》云：“因戒生定，因定發慧，是則名為三無漏學。”故祖師總結云：“戒律不清淨，三昧不現前。”[11]:110
3. 個人成道的根本。《遺教經》云：“戒是正順解脫之本。”[12]:74《華嚴經》云：“戒為無上菩提本，長養一切諸善根。”[13]:130《涅槃經》云：“一切眾生雖有佛性，要因持戒，然後乃見，因見佛性，得成阿耨多羅三藐三菩提。”戒即是引出佛性，是故受戒學戒持戒也。[14]:45

### 四分律
弘一法師在書中以表記方式，執要以說詳，引領比丘僧領悟何以為“四分律”。《四分律》（梵語：Dharmagupta-vinaya，義爲法藏部的毗奈耶律），又稱《曇無德律》、《四分律藏》，凡60卷。原為印度優波崛多後的曇無德部（法藏部）所傳的戒律。為五部廣律之一。佛滅大約一百年，法正尊者用上座部律藏中之契同己見者，採集成文，前後四度結集，分為四夾，所以稱為“四分律”。:313。
律宗，因其理論依據《四分律》，也稱四分律宗。也因道宣最後在終南山修行，律宗也稱南山律宗或南山宗。

### 戒名
律宗是漢傳佛教宗派之一，以著重研習佛教戒律，傳持佛教戒律、嚴肅佛教戒規而得名。律宗素有“三千威儀，八萬細行”，即三千威儀與八萬細行之並稱，指有關比丘僧的行、住、坐、臥四威儀中，所應該注意的細行。:197
《四分律比丘戒相表記》以表格形式納入戒名。制戒意義是制定此戒的意義所在；名義是制定此戒名稱的意義；犯緣是構成犯戒的條件，所謂具緣成犯；罪相是根據犯罪情況，判罪輕重；開緣是指出在哪些情況下，即使有犯戒行為而又不犯；並制是每戒所列犯緣，有非本條戒目正制者，別列標焉；境想是根據對境緣想像的正誤，判罪輕重。:33

### 戒相
《四分律比丘戒相表記》中以表格形式出以戒相。戒相，就是持戒表現之相狀。如持五戒、十戒，乃至二百五十戒，一一戒中各有差別，按其持犯之輕重，各有不同之相狀。一般指切切實實遵守戒律之相狀。這就是南山律宗行事鈔所立戒四別之一。:卷二十六

### 比丘僧戒本
《四分律比丘戒相表記》可以供養出家比丘僧，受了比丘戒，正當其時，須研學與遵照行持。弘一法師常書寫偈句為僧伽供養：“戒是無上菩提本，佛為一切智慧燈。”:183
《四分律比丘戒相表記》也可以轉贈寺院藏經樓和社會圖書館，方便大眾修學。但也有觀點認為《四分律比丘戒相表記》，是出家戒本。在家眾不能讀出家戒本，有大過失。如果是出家眾，可以向寺內律師請教，但不宜在公眾場合廣問。:211

## 影響
弘一法師針對律宗戒律繁複情況，將律宗的四分律比丘戒之要略以表格形式列述，藉便比丘僧領悟持戒。《四分律比丘戒相表記》係弘一法師最重視之一部作品，對於行持者而言，最能收提綱摯領，以簡取繁之效。將《四分律比丘戒本》之內容用圖表和圖解加以表格化並擇要整理供入門使用，這種方便使更多僧眾和比丘修持律宗，將律宗由絕學成為發展成為顯學。 :301
《四分律比丘戒相表記》一書有“易於普及”及“檢索方便”的兩大優點。分門別類以表格的形式，是《四分律比丘戒相表記》的特點，方便掌握與學習戒律的僧眾開遮持犯。弘一法師在《四分律比丘戒相表記·自敘》中也介紹了該書的的基本內容，以清單方式把律宗繁複的戒律條理化、明晰化，便於比丘僧悟道持戒：“以戒相繁雜，記誦非易，思撮其要，列表誌之。輒以私意，編錄數章；頓喜其明晰，便於初學。”:自敘弘一法師《四分律比丘戒相表記》，是對主要內容的比丘僧250條戒中的每一條戒，按照其制戒意義、名義、時分、緣起、具緣成犯（犯緣）、罪相、並制（附制）、境想、開緣的不同，都依據《四分律·初分》摘錄比丘戒相，條分縷析，加以表格化。:77
弘一法師除了點校律宗三大部，編撰律書，且躬行實踐，言傳身教，四處奔波弘揚南山律宗，培養了諸如廣洽法師等佛學重要僧伽。1930年代，弘一法師在佛前發願，演講律宗三大著作《行事鈔資持記》、《戒本疏行宗記》、《羯磨疏濟緣記》，以及演講其著述的《四分律比丘戒相表記》。《四分律比丘戒相表記》一書在漢傳佛教有與時代佛教對話的重大意義，對戒律的弘揚具有決定性的影響，是僧眾必學的佛教典籍。:38
弘一法師出家之後專精律學，持戒精嚴，習勞，惜福，注意因果，一心念佛，語默教化，成為近現代佛門之楷模。:18他傾畢生之力點校南山三大部，以及著述《四分律比丘戒相表記》，弘揚南山律學，普澤僧俗二眾，使南山律宗在中國得到復興。繼北宋元照律師之後，弘一法師起律宗800年之衰，被尊為南山宗十一祖，使律宗成為中國現代僧伽普遍遵承的律教。

## 擴展閱讀
- 中國佛教文物圖書館編《弘一法師——弘一法師誕生一百周年紀念》，文物出版社，北京，1984。
- 釋慧超《四分律比丘戒相表記集注》，宗教文化出版社，2019。ISBN 978-7-5188-0684-3
- 《法音》，中國佛教協會會刊，學誠法師主編，中國佛教協會。

## 外部連結
- 中國佛教協會官網（页面存档备份，存于）
- 佛教在線官網（页面存档备份，存于）